# Svengali (film 1954)
Svengali è un film del 1954 diretto da Noel Langley. È una delle numerose versioni cinematografiche che, sin del 1895, hanno preso spunto dall'omonimo romanzo di George L. Du Maurier.

## Produzione
Il film fu prodotto dalla George Minter Productions.
Venne girato nei Nettlefold Studios di Walton-on-Thames, nel Surrey.

## Distribuzione
Distribuito dalla Renown Pictures Corporation, il film - presentato da George Minter - uscì nelle sale cinematografiche britanniche nel dicembre 1954 mentre negli Stati Uniti la Metro-Goldwyn-Mayer (MGM) lo presentò prima a Detroit (il 24 giugno 1955), poi a New York il 25 settembre 1955. Il film è uscito anche in VHS e in DVD pubblicato dalla Forgotten Hollywood.